# USS Nevada (BB-36)

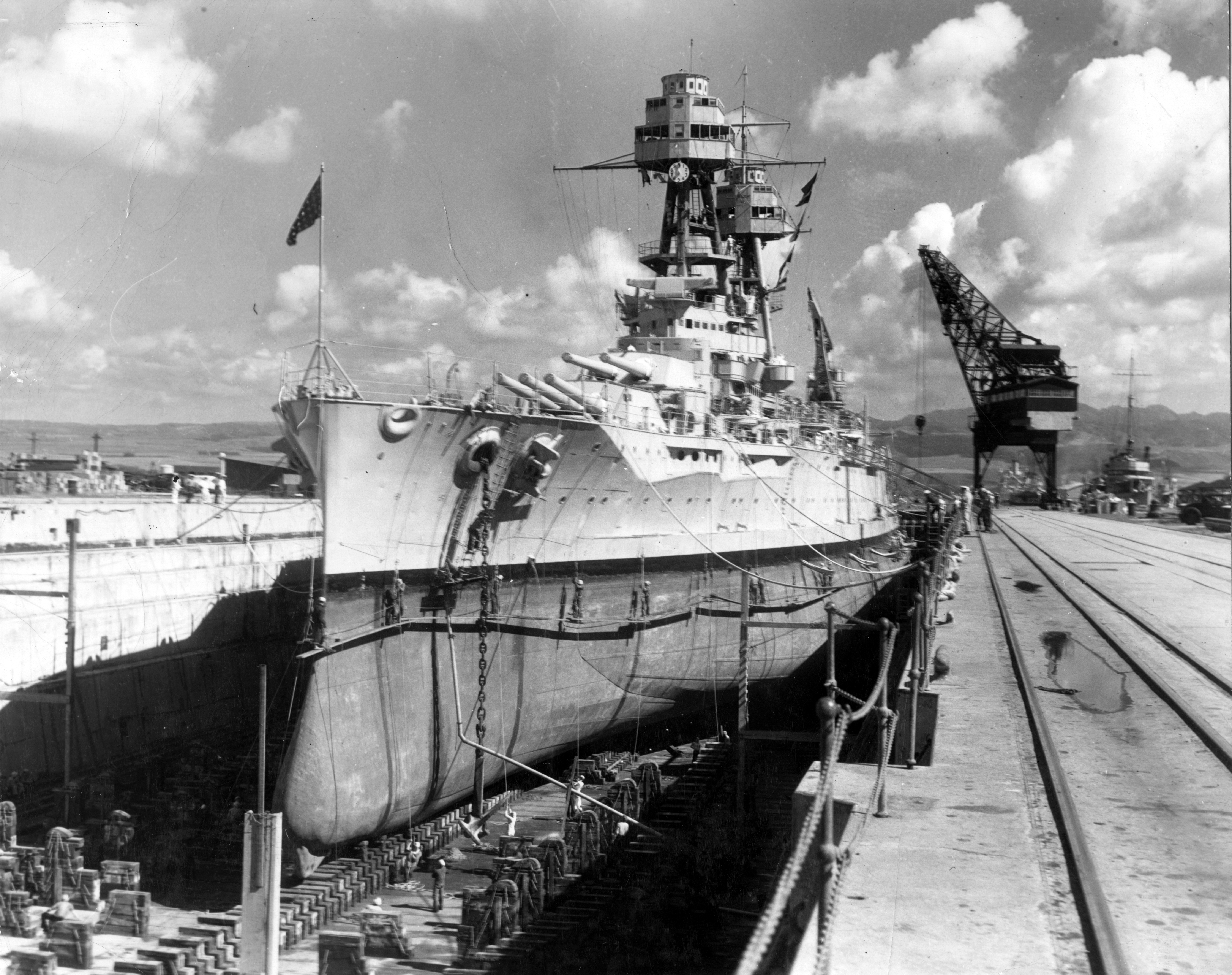
Nevada v suchém doku v roce 1935

USS Nevada (BB-36) byla první jednotka třídy Nevada. Pojmenována byla v souladu s doktrínou USA po jednom ze států USA, po Nevadě. Měla jedinou sesterskou loď s názvem Oklahoma.

## Stavba
Kýl byl založen v loděnicích Fore River Shipbuilding Company v Quincy (Massachusetts) dne 4. listopadu 1912. Na vodu byla spuštěna 11. července 1914 a US Navy si ji převzalo v 11. března 1916.

## Pohon a pancéřování
Pohon zajišťovalo 12 kotlů[zdroj?] Yarrow, které poháněly dva lodní šrouby s výsledným výkon až 26 500 koňských sil, které proměňovaly na maximální rychlost lodi 20,5 námořních uzlů (38 km/h).
Na Nevadě byl použit poprvé systém pancéřování "všechno nebo nic", tzn. hlavní a životně důležité části chránil silný pancíř, zatímco méně důležité části byly chráněny slabě.

## Výzbroj
Hlavní výzbroj sestávala z deseti děl kalibru 356 mm ve čtyřech věžích (dvě vpředu, dvě vzadu) v konfiguraci 3-2-2-3 děla na věž. Pomocnou výzbroj tvořilo 21 děl ráže 127 mm uložených v kasematech po stranách. Tato pomocná výzbroj se však ukázala jako neefektivní (použitelná pouze při klidném moři), proto byla později demontována. Nesla i čtyři torpédomety ráže 533 mm.

## Služba
Od převzetí až do poloviny roku 1918 sloužila loď v Tichém oceánu. Následně byla poslána do Evropy, kde se stihla ještě zapojit do bojů v 1. světové válce. Po skončení konfliktu sloužila v Atlantiku a východním Tichomoří. Podnikla cesty do Brazílie a Austrálie.
Koncem dvacátých let dvacátého století podstoupila rozsáhlou přestavbu, načež sloužila až do japonského útoku v tichomořském loďstvu.
Během útoku na Pearl Harbor, 7. prosince 1941, byla loď schopna pohybu hned na počátku útoku, právě proto se stala hlavním terčem útoků japonských letadel. Byla zasažena jedním torpédem a několika bombami, potopení zabránilo jen to, že najela na mělčinu. Po provizorních opravách byla odeslána na generálku na západní pobřeží USA. Když zastaralá loď ztratila vojenský význam, byla potopena 31. července 1948 u Havajských ostrovů. V roce 2020 ji znovu našli a zkoumali archeologové.

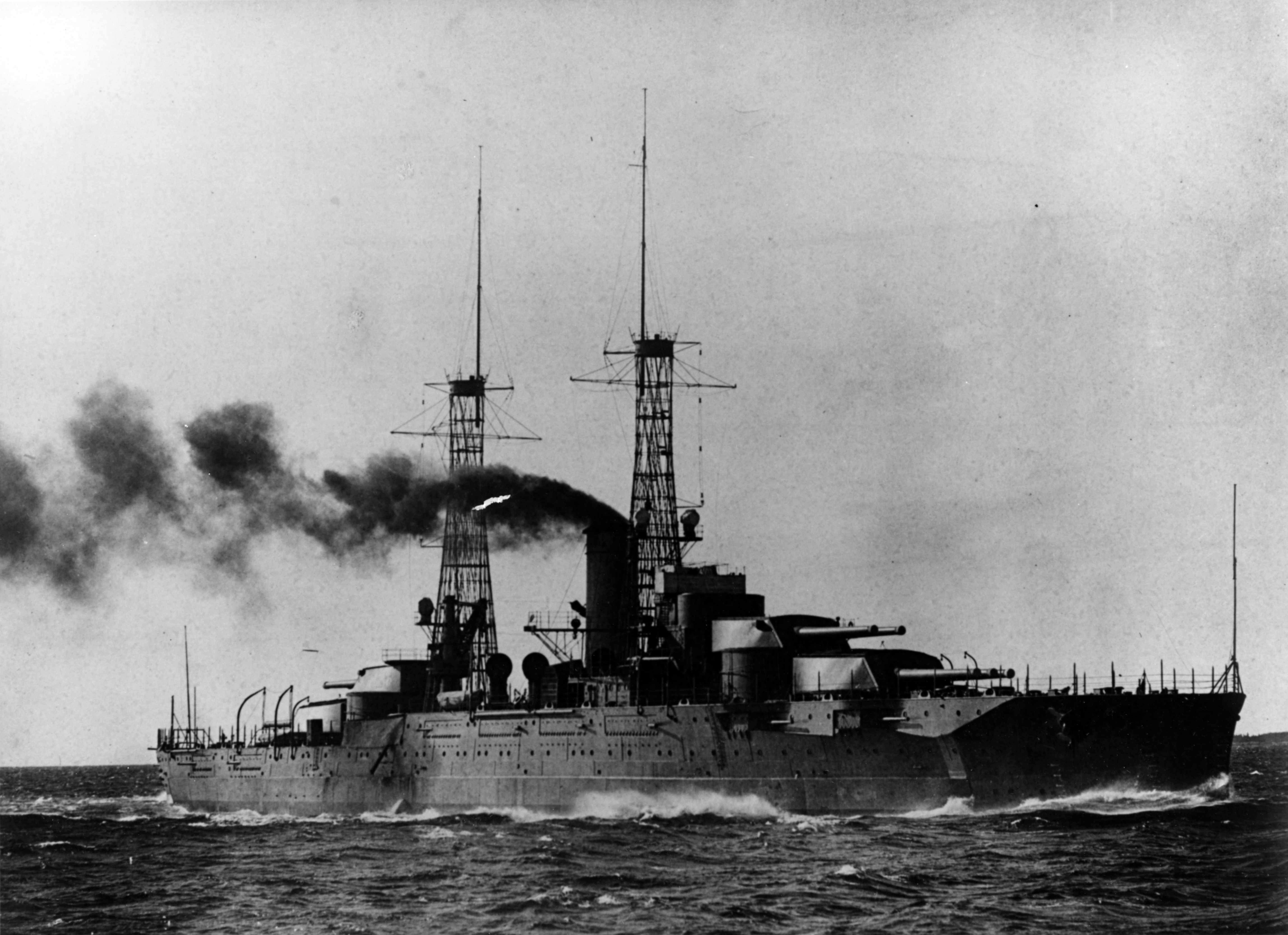
USS Nevada během zkoušek roku 1916
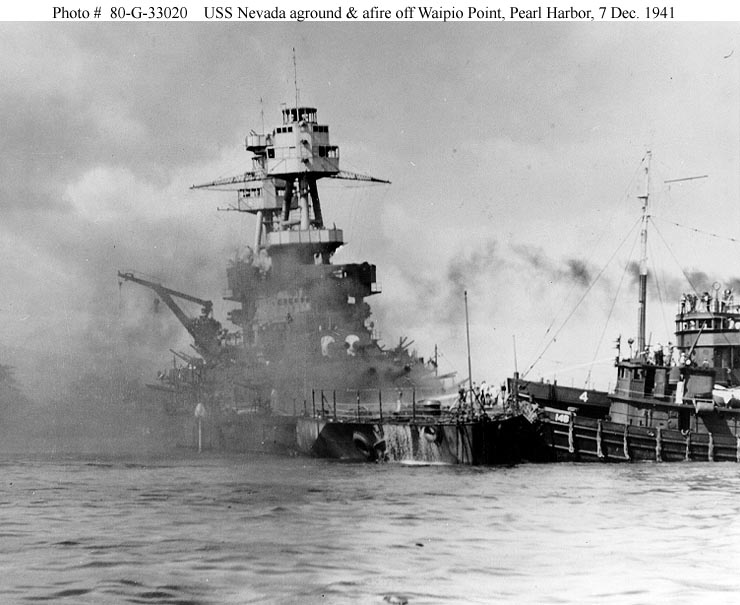
Loď po japonském náletu na Pearl Harbor.
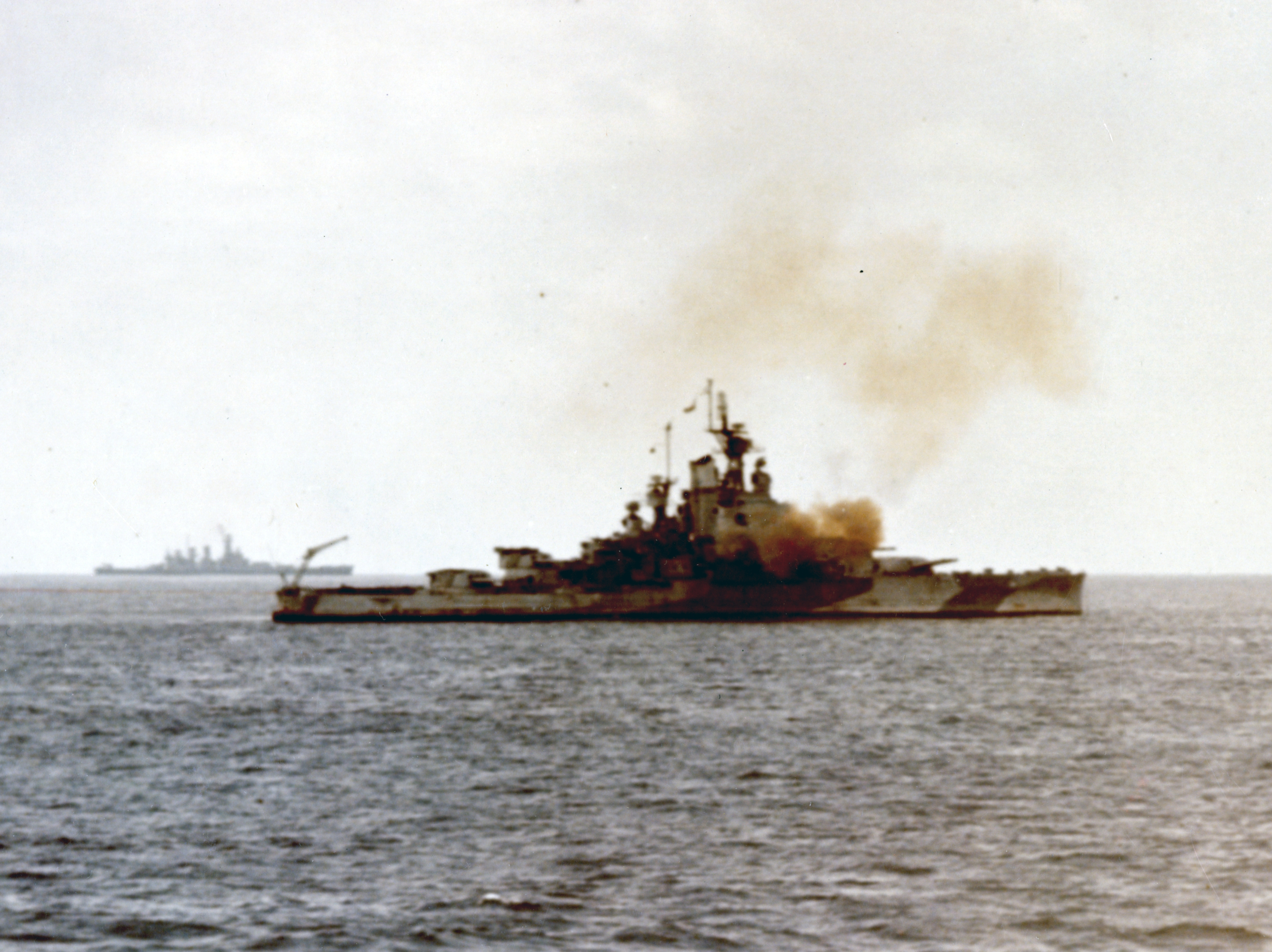
USS Nevada při ostřelování Iwodžimy
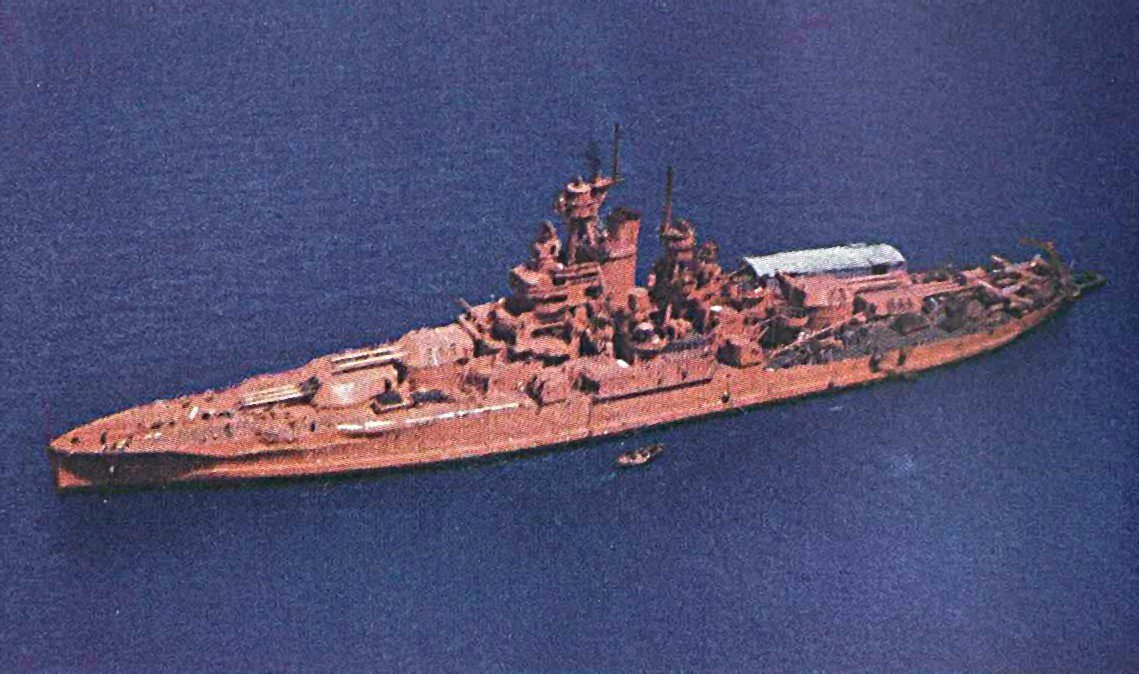
Na oranžovo natřená Nevada před atomovým testem